# Élancourt
 Élancourt  es una población y comuna francesa, en la región de Isla de Francia, departamento de Yvelines, en el distrito de Rambouillet y cantón de Maurepas. Situada a unos 30 km de París, ubica France Miniature, una atracción turística que presenta modelos a escala de los principales monumentos y lugares de interés franceses en un parque al aire libre.

## Demografía
| 300                       | 327 | 327 | 312 | 352 | 388 | 360 | 336 | 307 | 382 | 488 | 632 | 602 | 598 | 626 | 614 | 655 | 598 | 634 | 709 | 915 | 910 | 986 | 838 | 884 | 900 | 729 | 861 | 10 629 | 20 129 | 22 584 | 26 655 | 27 613 |
| (Fuente: INSEE y Cassini) |     |     |     |     |     |     |     |     |     |     |     |     |     |     |     |     |     |     |     |     |     |     |     |     |     |     |     |        |        |        |        |        |